# Brahmaeidae
Brahmaeidae es una familia de lepidópteros glosados del clado Ditrysia. Incluye especies colocadas antes en Lemoniidae.

## Géneros

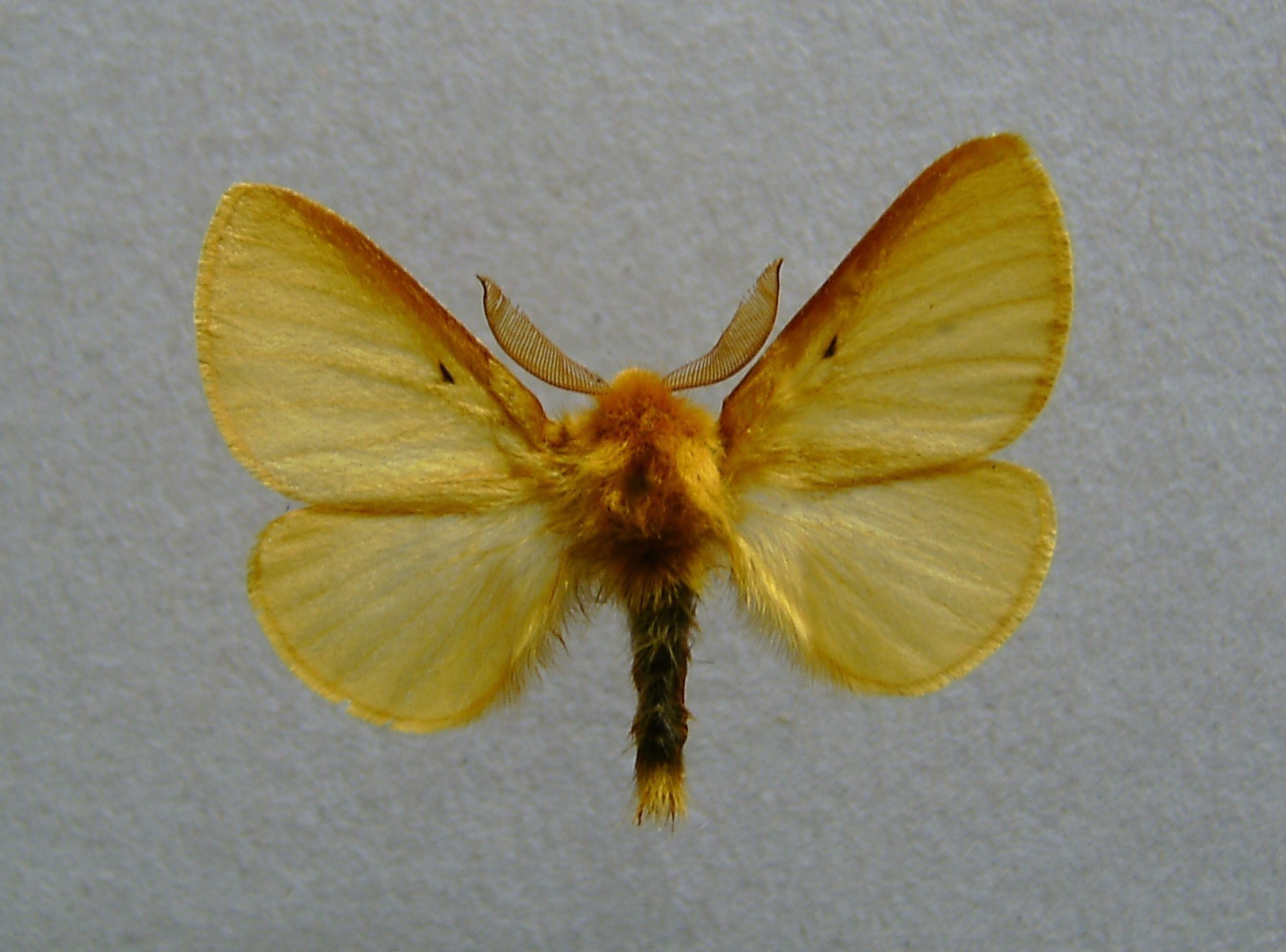
Lemonia taraxaci

- Acanthobrahmaea -
- Brachygnatha -
- Brahmaea -
- Brahmidia -
- Calliprogonos -
- Dactyloceras -
- Lemonia
- Sabalia
- Spiramiopsis